# Cymatozus fenestellatus
Cymatozus fenestellatus är en tvåvingeart som först beskrevs av Friedrich Georg Hendel 1909.  Cymatozus fenestellatus ingår i släktet Cymatozus och familjen fläckflugor. Inga underarter finns listade i Catalogue of Life.